# Jeugdhuis
Een jeugdhuis is een vereniging van jongeren die meestal door jongeren zelf opgericht wordt. De term dekt niet echt de betekenis, aangezien niet alle jeugdhuizen over een eigen lokaal of huis beschikken, maar hun toevlucht moeten nemen tot een zaal. De meeste jeugdhuizen beschikken echter wel over een eigen lokaal.

## Geschiedenis
De directe voorloper van het huidig jeugdhuiswerk is de Young Men's Christian Association (YMCA). Na de Tweede Wereldoorlog wilde men een open ontmoetingsruimte creëren waar jonge mensen in een gezellige en aparte ruimte met een aantal voorzieningen aan vrijetijdsbesteding konden doen. De andere buitenlandse inspiratiebronnen waren de Nederlandse instuif en de Duitse Heimen der offenen Türdie begin jaren 50 ontstonden. De controle vanuit de parochie was toen nog sterk aanwezig in Vlaanderen.

### Jaren 60

#### Het ontstaan van federaties
De jeugdhuissector kende een sterke groei vanaf 1960. In de toenmalige naoorlogse tijdsgeest werd er in België op 15 juli 1960 de Wet op de zedelijke bescherming van de jeugd (BS 20-07-1960) goedgekeurd. Dit werd ook de dancingwet genoemd, hierdoor mochten jongeren onder de leeftijd van 18 jaar een dancing niet langer betreden. De niet-commerciële dansinstuiven in jeugdtehuizen waren geboren. Jeugdtehuizen waren de eerste jeugdwerkvorm waar jongens en meisjes mekaar ongedwongen konden ontmoeten, co-educatie deed haar intrede. Vaak hadden deze jeugdtehuizen meer dan 1000 leden. Naast dansinstuiven waren er de hobbyclubs en nergens anders in Europa stond in Vlaanderen de toog vanaf het eerste moment zo centraal.
Uit de jaren zestig jeugdhuizen groeiden er later heel wat nieuwe initiatieven zoals sportclubs, wereldwinkels, vormingscentra,... Het meest gekend zijn Hades (Hasselt) en Foyer (Brussel)
Vanaf 1961 steeg het aantal jeugdtehuizen fors. Ze werden toen immers voor het eerst erkend en gesubsidieerd door de Nationale Dienst voor de Jeugd. Men sprak toen van jeugdtehuizen want het waren vooral volwassenen die verantwoordelijk waren. Opvallend was dat vooral de socialistische en liberale jeugdtehuizen erg snel een erkenning kregen. De katholieke jeugdtehuizen deden er vaak jaren over omdat men binnen de parochies vond dat men zelf best de doelstellingen van het jeugdhuis kon bepalen en dat dit niet in ‘Brussel’ moest gebeuren. De invoering van de eerste serieuze personeelstoelagen (Permanent Verantwoordelijken of PV) deed parochies bijdraaien. In die tijd was er voor elk ideologie een federatie of koepel. Onder meer in de Chiro volgde men jeugdhuisinitiatieven met veel interesse op vanaf 1961. Een van de eersten die hier werk van maakten was Jef Vanden Audenaarde (4 september 1937 - 19 augustus 2005) en zo ontstond Jongerengemeenschappen. Hij was zo doordrongen van de jeugdhuizen dat hij ook mee aan de wieg stond van een algemene federatie van jeugdhuizen, over de zuilen heen. Het was de Katholieke jeugdraad die eind 1962 het initiatief nam. Er was op dat moment veel beweging in de katholieke kerk, op 11 oktober 1962 startte het tweede Vaticaans concilie.
Op de commissie jeugdhuizen (7 mei 1963) en op de stage van Wemmel van 1963 werd hieraan verder gewerkt. Deze Algemene Federatie van Clubhuizen (later de "Vlaamse Federatie van Jeugdhuizen" of VFJ), werd na meer dan twee jaar discussie op 25 september 1965 een autonome vzw.
Jef Vanden Audenaarde zou in 1970 voorzitter worden van de VFJ en Mevr. Demeure opvolgen welke een YWCA-stempel had. Binnen het Socialistisch Jeugdverbond ontstond de Socialistische Federatie van Jeugdtehuizen, later werd dit de SFPOJW (Socialistische Federatie Plaatselijk Open Jongerenwerk). Daarnaast ontstond ook binnen de Federatie Liberale Jeugd de jeugdhuisfederatie, Liberale Federatie van Jeugdhuizen (later: JeF vzw). Het doel van de verzuilde jeugdhuizen, en vooral bij de katholieke, was ‘de jongeren van de straat houden' en hen een opvoedende ontspanning bieden. Er was sprake van ‘straatjeugd’ en ‘ongrijpbare jeugd’.
In die tijd had je ook, vooral in steden, de zogenaamde neutrale jeugdhuizen. Zij richten zich meer naar ‘jongeren uit de minst geïntegreerde gezinnen’, meestal niet bereikt door jeugdbewegingen.

#### Investeren in bakstenen
Einde jaren zestig werden onder impuls van Frans Van Mechelen (Minister van Nederlandse Cultuur van 1968 tot 1972) vele Vlaamse cultuurcentra uitgebouwd. Wat echter niet in archieven bewaard gebleven is, is dat diezelfde Minister ervoor zorgde dat er met restmiddelen er een tiental jeugdhuizen gebouwd werden in Vlaanderen en Brussel. In Brussel moesten 3 jeugdhuizen de Vlaamse aanwezigheid in Brussel sterker accentueren. Een van de jeugdhuizen die nog bestaan was jeugdhuis De Rivieren (nu jeugdhuis Tongeluk) in Ganshoren. Oud-eerste Minister Jean-Luc Dehaene was er een van de stichtende leden, maar ook erg actief was Jan Béghin (later eerste schepen in Ganshoren) en Jari Demeulemeester (later directeur Ancienne Belgique).
In Vlaanderen waren het vaak identieke gebouwen zoals De Spin in Dessel en Aurora in Borgloon. Wellicht was het gebouw van jeugdhuis Aurora het laatste van dit type dat er nog stond begin 2018. Op andere plaatsen kreeg men de middelen om zelf een jeugdhuis te bouwen zoals in Essen.

### Jaren 70
Vanaf de jaren 70 werd alles wat losser en minder gestructureerd. Jeugdhuizen werden meer iets ‘voor en door jongeren’. De bottum-up benadering brak definitief door, hierdoor kon het maximale uit medewerkers worden gehaald. Dit zorgde voor meer creativiteit, energie en innovatie.  De band tussen JGM en de Chiro werd ook wat losser, in 1975 werd JGM een autonome vzw. Hierdoor werden de eerste stappen van een zuilloos jeugdhuiswerklandschap ingezet. Parochies lieten de jeugdhuizen meer en meer los, nieuwe jeugdhuizen waren meestal erg onafhankelijk en gingen daar prat op.
Toen in 1973, omwille van een grondige evolutie in de samenleving, veroorzaakt door o.a. mei ’68, de leeftijd in de dancingwet terug van 18 jaar op 16 jaar werd gebracht, betekende dit meteen ook het einde aan de sterke bloei van de jeugdhuissector in Vlaanderen. De 16- en 17-jarigen konden immers plots van de ene dag op de andere zonder problemen terecht in een dancing. Vele jeugdhuizen verloren het belangrijkste deel van hun publiek, sommige moesten zelfs de deuren sluiten.
Mede door de economische crisis, veroorzaakt door de oliecrisis in 1973, was er minder aandacht voor “fun” en namen de zuilen geen nieuwe initiatieven meer, hiervoor ontstonden er nog maar weinig nieuwe jeugdhuizen. Een aantal jeugdhuizen, vooral in steden of mijngemeenten, gaan zich richten naar maatschappelijk kwetsbare jongeren, en krijgen einde jaren 70 extra overheidssteun. De crisis en de toenemende jeugdwerkloosheid zorgde er in 1973 tevens voor dat een werkgroep ‘Bijzondere methodieken’ werd opgericht, zij brachten jeugdhuizen samen die werkten met een kansarm publiek. Jeugdhuizen uit Antwerpen, Gent, Sint-Niklaas, Oostende, Maasmechelen, Tielt, Mechelen en Leuven namen hieraan deel.
Op de Stage van Dworp in 1979 (VFJ) werd het idee gelanceerd om de weddetoelage (75%) op te trekken naar 95%, te beginnen met de jeugdhuizen die in een urgentiesituatie zitten. Later kon dit experiment binnen de ‘kansarme’ jeugdhuizen dan open getrokken worden naar alle jeugdhuizen. Hierdoor kregen kansarme jeugdhuizen (vooral in de steden en het mijngebied) begin jaren 80 de kans om twee beroepskrachten aan te werven aan een gegarandeerde subsidie van 95%. De andere jeugdhuizen kregen 75%, indien de budgetten toereikend waren.
De bestaande jeugdhuizen bleven, ondanks verlies van een deel van hun publiek, het redelijk goed doen omdat vooral de jeugdbewegingen het erg moeilijk hadden om hun oudere leden te behouden. Nieuwe jeugdhuizen wilden superonafhankelijk zijn en verkozen meestal een hoge huurprijs te betalen op de particuliere huurmarkt of bij de brouwer. Dit konden de meesten slechts enkele jaren volhouden.
De tweede helft van de jaren 70 waren woelige jaren met o.a. de fel gecontesteerde legeraankopen van Vanden Boeynants, de bouw van kerncentrales, de rapporten van de Club van Rome die leidde tot een groter milieubewustzijn en meer regionale acties zoals de protesten tegen de A24. Het was de tijd van vele scholieren- en-studentenbetogingen. Het liet ook de jeugdhuizen niet onberoerd, nieuwe jeugdhuizen waren erg actiegericht en erg maatschappijkritisch. Het was de tijd dat de Wereldwinkels ontstonden en jeugdhuizen hierop gingen inzetten of ze sloten aan bij het gemeentelijke 11-11-11-comité. In dit klimaat zorgde de jeugdhuissector in vele regio’s voor het ontstaan van de vredesbeweging die vooral begin jaren 80 massa’s jongeren op de been bracht. Deze sterke focus op actie zorgde ervoor dat vanaf 1985 jeugdhuizen ook de functie ‘actie’ konden kiezen (naast klassieke functies als ontmoeting, recreatie en vorming).
Vanaf einde jaren 70 gingen jeugdhuizen massaler inzetten op muziekculturen. Het waren de jaren van de punk en new wave. Vooral de punk (Sex Pistols en doorbraak punk dankzij The Ramones) zorgde ervoor dat vele jongeren beseften dat je helemaal geen muziekschool moest gevolgd hebben om muziek te spelen. In dit klimaat ontstonden in België plots heel wat bands, later de Belpopperiode genoemd. The Kids (met Ludo Mariman – in de jaren 90 nog lang actief binnen de VFJ-Rockshop) zorgde voor de kentering in veel Vlaamse dorpen. Tijdens de eerste jaren moesten deze bands het hebben van jeugdhuispodia (vrije podia), de mainstreammedia pikte dit verschijnsel immers niet op. Dankzij jeugdhuizen, de eerste illegale vrije radio’s en Jazz Bilzen kregen deze jonge groepen airplay. Het amateurisme en anarchisme van groepen, jeugdhuizen en vrije radio’s sloot perfect op elkaar aan. In vele gemeenten kregen jeugdhuizen hierdoor een serieuze boost, bijna elk jeugdhuis wilde, na het succes van Jazz Bilzen, een eigen festival. Dankzij het succes van Humo’s Rock Rally en vooral het ASLK-verzamelalbum Get Sprouts in 1980 (met Marcel Vanthilt en Gust De Coster), met muziek van Belgische pop- en rockgroepen, gingen groepen stilaan professioneler werken en werden ze voor vele jeugdhuizen onbetaalbaar. In de jeugdhuizen zelf zorgde een mix aan jongerenculturen voor felle discussies over de muziekkeuzes.

### Jaren 80
Door de hoge jeugdwerkloosheid begin jaren 80, veroorzaakt door de economische crisis in de jaren 70, kwamen er nieuwe jobs in jeugdhuizen. Via allerlei nieuwe tewerkstellingsmaatregelen (BTK en later DAC) werden extra jobs in het leven geroepen. Vooral de DAC-typeprojecten, op het lijf van jeugdhuizen geschreven, zorgden voor een boom van tewerkstelling in regio’s met een hoge graad van jeugdwerkloosheid. De meeste kansarme jeugdhuizen konden hierdoor vier personeelsleden aanwerven.
De gegarandeerde weddetoelage van 95% voor 2 personeelsleden in kansarme jeugdhuizen zorgde voor een sterke groei van deze groep. Het gevolg van het solidariteitsprincipe was een daling van de weddetoelage in de gewone jeugdhuizen, i.p.v. de maximale 75%, kregen zij de volgende jaren steeds een kleinere weddetoelage (nog slechts 64% in 1993). De druk op de basissubsidie omwille van stijgende weddetoelagen zorgde voor een aanwervingsstop binnen de kansarme jeugdhuizen waardoor nieuwe jeugdhuizen geen tweede beroepskracht konden aanwerven. Dit zorgde binnen de VFJ in 1984 voor een schisma tussen kansarme jeugdhuizen en gewone jeugdhuizen. De kansarme jeugdhuizen vonden dat de VFJ haar belangen onvoldoende kon verdedigen en besloten dit te laten doen door PKJ (Project Kansarme Jeugd – later Uit De Marge). De meeste jeugdhuizen bleven wel lid van de VFJ. In Limburg gebeurde hetzelfde, vanuit Wereldscholen (met priester-stichter Jef Ulburghs) en Vorming Tot Bevrijding werden de kansarme jeugdhuizen ondersteund en kwam de ‘Werkgroep Tweede Generatie’ tot stand, later werd dit CMGJ.
De opeenvolgende tewerkstellingsmaatregelen van de regering (BTK, DAC en later GESCO) zorgde voor een sterke groei van de gemeentelijke jeugddiensten. Ook in kleinere gemeenten kon je medio jaren 80 een jeugddienst vinden. In de periode van 1983 tot 1992 neemt het aantal zogenaamde ‘agogische krachten’ (lees: jeugdconsulenten) op jeugddiensten toe met zo’n 56%, of een stijging van 83 voltijdse equivalenten naar bijna 130 (cijferboek 1992). In totaal bezetten zo’n 327 medewerkers de lokale jeugddiensten. De grootste groep werknemers zijn anno 1992 de administratieve krachten (158). De Vereniging Vlaamse Jeugddiensten (VVJ) het huidige Bataljong, kreeg een boost en zorgde voor een versterking van de lokale jeugddiensten. Vooral in steden en grotere gemeenten ontstonden er vele jeugdcentra. De VVJ had een werkgroep ‘Jeugdcentra’ en maakte er een publicatie over. Deze jeugdcentra kregen nogal een erg verschillende invulling, soms was er een jeugdhuis in gehuisvest, vaak ook niet. Binnen de VFJ vreesde men een aantasting van de autonomie van de jeugdhuizen en werd hun naam veranderd in ‘Vlaamse Federatie van Jeugdhuizen en Jongerencentra’. Bij enkele actieve jeugddiensten was de aanloop naar de gemeenteraadsverkiezingen van 1988 het eerste moment om het ontbreken van een jeugdhuis in hun gemeente op de politieke agenda te krijgen. Her en der leidde dit tot pogingen op vanuit de jeugddienst een jeugdhuis op poten te zetten, bijvoorbeeld omdat hun locatie dat toeliet. Zelden was dat een succesvolle onderneming, het was te veel een top-down benadering. Maar ook de jongeren zelf hadden er op dat moment nog maar weinig zin in.
De jaren 80 zullen in het collectieve televisiegeheugen blijven door de Panorama-reportage van Paul Jambers over de Milletvest. Hij verpulverde op 6 maart 1986 alle kijkcijferrecords met zijn spraakmakende reportage over jongeren en merkkledij. In tijden van onmiskenbare crisis was dure merkkledij een absoluut statussymbool geworden voor de schoolgaande jeugd. Wie erbij wilde horen moest een polo van Lacoste, een jeans van Chipie, schoenen van Sebago (zogenoemde Docksides) of sokken van Burlington dragen, vooral de gewatteerde Milletvest werd het icoon van een generatie. In een tijd dat ouders de koopkrachtvermindering ten gevolge van drie indexsprongen moesten ondergaan, moesten diezelfde ouders enkele maandlonen besteden aan kledij voor hun schoolgaande kinderen. In een tijd van snobisme was er weinig plaats weggelegd voor jeugdhuizen. Deze werden beschouwd als ouderwets en donkere kroegen. Jongeren wilden aanwezig zijn in blitse dancings en vooral de grote megaparty’s waren enorm in trek.
Vele jeugdhuizen kampten met een chronisch tekort aan medewerkers en publiek, voornamelijk diegenen die quasi gratis gehuisvest waren konden het hoofd nog boven water houden. Dat waren vooral jeugdhuizen met een parochiaal verleden of de iets jongere jeugdhuizen die het geluk hadden in een gemeentelijk gebouw te zitten. Grote dansinstuiven waren voorbij gestreefd, een lege zaal was niet alleen ongezellig maar had ook hoge energiekosten. Vele jeugdhuizen begonnen aan zware verbouwingen en maakten een kleinere gezellige instuif. Voor sommigen was deze investering een stap te ver, zij konden de vaste kosten en de kost van de investeringen niet langer betalen.
De plotse instroom van DAC-ers deed de spanningen met vrijwilligers toenemen. Vrijwilligers hadden minder het gevoel dat het jeugdhuis van hen was, de beroepskracht werd toch betaald om het jeugdhuis open te houden of dingen te organiseren! De quasi gratis tewerkstelling (een gewoon jeugdhuis moest 5% van de loonkost dragen, een kansarm werd vrijgesteld) kwam er onvoorbereid en te plots. Het was niet altijd omwille van een nood, een uitgebreide werking of grote infrastructuur dat er een of meerdere mensen werden aangeworven. Een hoge jeugdwerkloosheid in de regio was al voldoende om een project goedgekeurd te krijgen.
De nieuwe jeugdhuiscriteria waren nog niet in voege of de jeugdhuissubsidies werden in vraag gesteld door toenmalig Vlaams cultuurminister Karel Poma. Op 27 oktober 1984 organiseerden alle Vlaamse jeugdhuisfederaties samen een betoging onder de slogan ‘Liever Poma bloot dan het jeugdwerk dood’ in Wilrijk, zijn thuisbasis. De subsidies waren immers niet geregeld via een decreet, de minister kon m.a.w. met één pennentrek alle subsidies tijdens een besparingsronde schrappen. Uiteindelijk bleven de subsidies behouden. Toen de nieuwe (en laatste Vlaamse) jeugdhuiscriteria van toepassing werden in 1985 voelden velen deze aan als een keurslijf, sommige jeugdhuizen namen er zelfs afstand van door hun erkenning in te leveren. Andere jeugdhuizen kozen alternerend voor alarmlijst, volwaardige erkenning, alarmlijst,… om zo hun erkenning te behouden. De vraag waarom Brussel/Vlaanderen de criteria voor lokaal jeugdwerk moest vastleggen en hierop moest toezien werd luider en luider gesteld. Terwijl er in 1984 er net geen 270 erkende jeugdhuizen waren, verloren vanaf 1985 meer en meer jeugdhuizen hun erkenning. Gezien de VFJ vooral erkende jeugdhuizen overkoepelde, omdat zij verwachtten dat de VFJ hun belangen in Brussel zouden behartigen, betekende dit ook een sterke daling van het aantal leden. Deze daling werd reeds ingezet einde jaren 70 en zou versneld worden vanaf 1985. In de tweede helft van de jaren 80 verloor de VFJ een kwart van haar leden.

### Jaren 90
Het aantal leden van de VFJ blijft verder afbrokkelen, in 1992 waren er dat nog 113, een historisch dieptepunt. 1992 was ook het jaar dat 22 kansarme jeugdhuizen budgettair werden overgeheveld naar de ‘werkingen kansarme jeugd’, dit had ook een effect op het aantal leden van de VFJ. Mede door de overheveling daalde het aantal erkende jeugdhuizen van 154 in 1991 naar 116 in 1993. Dat was minder dan einde jaren 60.
Op het vlak van vertegenwoordigingswerk zullen de jaren 90 een andere en veel ruimere invulling krijgen.
- In oktober 1992 was de VFJ medeoprichter van de nieuwe Federatie Werkgevers Sociaal Cultureel Werk (later Sociare). Voorheen vielen jeugdhuiswerkers onder de bepalingen van het Aanvullend Paritair comité voor bedienden. Een eigen werkgeversorganisatie maakte het makkelijker om cao’s af te sluiten op maat van de sector. De aanwezigheid van de VFJ zal later ook belangrijk blijken als de Sociale Maribel en VIA-akkoorden worden afgesloten.
- In de jaren 90 bouwde de VFJ een zeer sterk internationaal netwerk uit. Niet alleen was de VFJ erg actief in JINT-VPIJ, JICA en vooral in ECYC. Bovendien organiseerden tientallen jeugdhuizen Internationale uitwisselingen. Vooral de sterke betrokkenheid bij ECYC zal er later voor zorgen dat de hoofdzetel wordt overgeheveld van Kopenhagen naar Antwerpen.
- In 1991 kan de VFJ eindelijk lid worden van de Vlaamse Jeugdraad. Daarvoor was lidmaatschap enkel voorbehouden voor de zuilen. Gezien de VFJ behoorde tot de ‘superonafhankelijken’ en dus geen lid was van het ‘Forum voor Pluralistisch Jeugdwerk’, kon ze voordien geen afgevaardigde sturen. Het standpunt van de VFJ was al die jaren dat je de zuilen bestendigd als je zelf een pluralistische zuil vormt.

Omdat jeugdhuiswerk ernstig bedreigd was, er was niet alleen de daling van het aantal erkende jeugdhuizen en de decentralisatie van het lokale jeugdwerk die werd aangekondigd, ging de VFJ uit een ander vaatje tappen.
- Gezien haar sterke internationale werking werd beslist om van de reeds lang bestaande ‘Internationale Jeugdhuisdag’ (ECYC) tweejaarlijks een echte feestdag te maken om zo met de sector sterker naar buiten te treden. Uiteindelijk kwamen er 4 edities: Deinze (1991 - De Brielpoort), Hasselt (1993 - Grenslandhallen), Gent (1995 - De Vooruit) en de laatste vond plaats op 1 november 1997 in Berchem-Antwerpen (Alpheüsdal)
- De methodiek Rockshop, een idee gehaald bij de BBC ‘Rockschool’, werd over Vlaanderen uitgerold. Het initiatief kwam van toenmalig vormingsmedewerker Steven Vromman (later gekend als de Low-Impact-Man). Na een try-out in enkele Kempische jeugdhuizen (o.a. in Schilde) werden er middelen gezocht en werd gestart in jeugdhuizen die werkten met maatschappelijk achtergestelde jongeren. Er kwamen internationale rockshops, rockshops waar integratie centraal stond, rockshops in culturele centra, scholen en zelfs in de gevangenis van Antwerpen.
- De jaren 90 waren ook de jaren van de ‘zwarte zondagen’. Binnen de VFJ werd er gestart met een ‘Multicultureel Project’. De bedoeling was om de deelname van jongeren van andere etnische afkomst aan VFJ-activiteiten te stimuleren. Maar ook om jeugdhuizen aan te moedigen aandacht te besteden aan de multiculturele realiteit en aldus een bijdrage te leveren tot integratie. Zo werd er o.a. samengewerkt met Danny Wildemeersch (hoogleraar sociale pedagogiek aan de universiteiten van Leuven en Nijmegen), n.a.v. zijn artikel ‘Vorming in de multiculturele samenleving’.
- De Belg Robert Cailliau legde in 1990 de basis tot het World Wide Web. In de jaren 90 hadden maar enkele jongeren thuis toegang tot het internet. Dat inspireerde JH Club 9 in Koersel om een Net-o-Maat met muntinworp op de jeugdhuismarkt te brengen. De VFJ zorgde samen met Club 9 voor de opleiding van jeugdhuismedewerkers die hiermee aan de slag wilden. Dankzij bijkomende Vlaamse projectmiddelen kon er in meer dan 40 jeugdhuizen een Net-O-Maat geïnstalleerd worden. In 1996 was Karel Lootens (die actief was in De Mouterij in Deinze en bestuurder binnen VFJ) medeoprichter van Jeugdwerknet.
- Jeugdhuizen werden meer en meer geconfronteerd met regels die de organisatie van fuiven sterk bemoeilijkte. De tweede helft van de jaren 90 werden vooral de grotere jeugdhuizen de eerste maal geconfronteerd met Vlarem. Ook de Wet op bewakingsondernemingen zorgde voor discussies op het lokale niveau. De sterke groei van jeugddiensten en vrijetijdsdiensten eind jaren 90 zorgde ervoor dat de ondersteuning die men bood aan het lokale jeugdwerk vaak gepaard ging met meer papierwerk en dat de regelgeving strenger gecontroleerd werd of dat gemeenten maatregelen namen die niet tot hun bevoegdheid behoorden.

In 1992 gaf de stad Maaseik een bundel ‘Blanco draaiboek fuiven’ uit. De stad zag het niet tot haar taak om alle vragen in Vlaanderen te beantwoorden. In overleg tussen de provinciale jeugddienst Limburg met de VFJ werd begin 1997 beslist een werkgroep fuiven op de richten. Ook de politie werd hierin betrokken. Op 17 september 1997 werd de eerste druk van ‘Fuifnummers – draaiboek voor de organisator’ door de VFJ gepresenteerd in het provinciehuis. Datzelfde jaar was er groot vormingsmoment op 22 maart in Lanaken.
De volgende jaren zou er nog 9 keer een nieuwe druk verschijnen, totaal werden meer dan 10.000 brochures uitgegeven.
Een mondelinge vraag over de problematiek van fuiven van en voor jongeren aan Minister Leo Peeters (Binnenlandse aangelegenheden) zorgde op 2 juli 1998 voor beweging. Het leidde tot een samenkomst op het kabinet waarop zowel jeugdwerk als schepenen werden uitgenodigd. Uiteindelijk leidde dit dan weer tot het fuifonderzoek (Huybregts, Vettenburg, Walgrave, 2002) in opdracht van de minister van Jeugd Bert Anciaux. De resultaten van dit fuifonderzoek zou er vervolgens toe leidden dat VFJ en VVJ beslisten tot de oprichting van Fuifpunt. Dit werd, na het vinden van tewerkstellingsmiddelen, ingebed worden binnen Steunpunt Jeugd (later ‘De Ambrassade). In 2018 werd het Fuifpunt overgeheveld naar Formaat.
Door de goedkeuring van het decreet van 9 juni 1993 ‘houdende de subsidiëring van gemeentebesturen en de Vlaamse Gemeenschapscommissie inzake het voeren van een jeugdwerkbeleid’ veranderde de rol van de federaties drastisch. Voor 1/1/1995 was immers Vlaanderen de overheid die jeugdhuizen erkende en subsidieerde. De jeugdhuisfederaties waren tot dan een belangrijke gesprekspartner voor de Vlaamse Gemeenschap. Vanaf 1 januari 1995 werden de Vlaamse gemeenten hiervoor verantwoordelijk en moest de VFJ de focus drastisch veranderen en in overleg treden met lokale jeugdraden, jeugddiensten en schepenen. De VFJ was een van de grootste tegenstanders van de decentralisatie. Ze vreesden dat de tewerkstelling in het gedrang zou komen, alsook de onafhankelijkheid van de jeugdhuizen. In februari 1993 haalden zij hiermee de koppen van de Vlaamse kranten. Later zal echter blijken dat dit decreet zal zorgen voor een sterke heropleving van de jeugdhuissector, in tegenstelling tot jeugdateliers die (bijna) volledig verdwenen. Van 1992 tot 1997 zal het aantal leden van de VFJ meer dan verdubbelen, het record aantal leden in de geschiedenis van de VFJ werd al gehaald in 1995. Dit had verschillende oorzaken. De belangrijkste reden was dat vele jeugdhuizen die nooit erkend waren door Vlaanderen massaal aansloten omdat zij lokaal moesten erkend worden, vele van deze initiatieven bestonden reeds meer dan 30 jaar. De tweede groep waren de jeugdhuizen die de jaren voor 1993 hun erkenning verloren en terug aansloten bij de VFJ. Een derde groep waren nieuwe jeugdhuizen, ook al was hun aantal aanvankelijk nog beperkt. Nieuwe jeugdhuizen ontstonden immers elk jaar. Toch stelde het ‘Cijferboek Jeugdwerk’ van het Ministerie van de Vlaamse Gemeenschap (afdeling Jeugd en Sport) in de periode 1995-1998 een stijging van 10% van de jeugdhuizen vast (+36).  Deze cijfers bevestigen dat in die periode er veel meer jeugdhuizen ontstonden dan stopten met hun werking.
Een laatste en beperkte oorzaak was dat de socialistische federatie SFPOJW in 1997 niet langer erkend was, zij hadden zich omgevormd naar de Federatie voor Progressief Jeugdwerk. Jeugdhuizen die nog geen lid waren van de VFJ, sloten dan ook vlotter aan.
De groei was het meest uitgesproken in de provincies Limburg, Vlaams-Brabant en West-Vlaanderen, daar waren immers de voorbije jaren vele jeugdhuizen verdwenen. In de provincies Antwerpen en Oost-Vlaanderen was de groei iets kleiner. Er was gewoon minder ruimte voor nieuwe initiatieven wegens de aanwezigheid van grote geprofessionaliseerde initiatieven.
De echte ‘boom’ van de jeugdhuizen komt pas na 1998. De eerste gemeenteraadsverkiezingen van 2000 na de inwerkingtreding van het decreet zal veel in beweging brengen. Bij de opmaak van het tweede 3-jarige jeugdbeleidsplan wordt in erg veel gemeenten vastgesteld dat een vrijetijdsaanbod voor de oudere jeugd gewoon ontbreekt, vele jeugdhuizen hadden immers het voorbije decennium hun deuren gesloten. Binnen diverse jeugdraden ontstond een werkgroep jeugdhuis.
De jaren die volgden investeerden Vlaamse gemeenten voor miljoenen euro’s in nieuwe jeugdhuisinfrastructuur. Het zou zorgen voor de grootste ‘boom’ van nieuwe jeugdhuizen ooit. Gezien meer dan 6 jeugdhuizen op 10 hierdoor gratis gehuisvest waren, hadden ze minder vaste kosten waardoor ze makkelijker periodes van terugval publiek konden overleven.
Bij de leden van de VFJ zaten ook grote geprofessionaliseerde jeugdhuizen, die naast jeugdhuis ook nog muziekclub waren. Clubs als N9, Nijdrop, De Kreun,.. kwamen in 1993 en 1994 binnen een werkgroep van de VFJ enkele keren samen. Zij hadden het immers moeilijk om hun werking, die ook sterk regionaal georiënteerd was, in te passen in een gemeentelijk jeugdbeleid, zeker als je zaal in een kleine gemeente ligt. Uiteindelijk zag in 1996 het ‘Clubcircuit’ het levenslicht en zou deze organisatie de belangen van de muziekclubs verdedigen. Vanaf 2003 werden zij vervolgens structureel gesubsidieerd door Minister Bert Anciaux.

### 21ste eeuw
Door het goedkeuren van verschillende treinen sociale maribel rond en na de eeuwwisseling kon de VFJ op enkele jaren tijd haar tewerkstelling verdubbelen. De reden was het vormen van een groepering omdat de veelal kleinschalige leden-jeugdhuizen van de VFJ niet in aanmerking kwamen voor trekkingsrechten. Gezien de VFJ in oktober 1992 medestichter was van de ‘Federatie Werkgevers Sociaal Cultureel  Werk’ (later ‘Sociare’), zat de jeugdhuissector in de structuren om zo haar belangen beter te verdedigen. De reden van de invoering sociale maribel was: “Gezien de zwaarte van het werk in de non-profit sector, zijn er bepaalde problemen ontstaan wat de kwaliteit van de dienstverlening betreft. De doelstelling van de Sociale Maribel bestaat er dus in bijkomende banen te scheppen om aan de behoeften van de sector te voldoen doorheen de instellingen van de particuliere en de openbare sector. De werkgevers die toetreden tot het systeem scheppen op die manier nieuwe banen en genieten verminderingen van patronale lasten.” Hierdoor kon de federatie haar dienstverlening serieus uitbreiden, vooral naar de geprofessionaliseerde jeugdhuizen.
De nieuwe gemeenteraden geïnstalleerd in 2001 zullen ervoor zorgen dat er extra middelen worden ingezet bij de opstart van nieuwe jeugdhuizen. Het cijferboek Jeugdwerk stelt in de periode 1998-2004 een stijging vast van 59 jeugdhuizen. Het aantal leden van de VFJ stijgt nog sneller, met 81 in de periode 2000-2005, een verdrievoudiging in vergelijking met het magere jaar 1992. De stijging is het sterkst in Vlaams-Brabant.
Door het ‘DECREET 2002 OP HET VLAAMSE JEUGDBELEID’ veranderde er veel voor het landelijk jeugdwerk. Jeugdwerk zou niet langer betoelaagd worden op basis van hun aanvaarde begroting, men moest van dan af een driejaarlijks beleidsplan indienen. Op basis hiervan wordt dan een enveloppensubsidie toegekend. Het eerste beleidsplan zou gaan over de periode 2004-2006. Deze nieuwe vorm van subsidiëring zou vooral de kleinere broertjes van de VFJ: JGM en JeF sterk onder druk zetten. Zij bereikten vooral erg kleine jeugdhuizen.

#### Fusie tot Formaat
In april 2004 stapte JGM naar VFJ en JeF en stelde voor een einde te maken aan de bijna onzichtbare verzuiling en samen een sterkere koepel te worden. VFJ ging op het aanbod in. JeF koos voor een eigen weg. Met de gemeenschappelijke opmaak van het beleidsplan 2007-2009 werd dan ook de fusie voorbereid. Vanaf januari 2007 startte Formaat vzw jeugdhuiswerk Vlaanderen als resultaat van deze fusie. Op 3 maart 2007 werd een groot fusiefeest gegeven met als naam 0303. In 2008 kwam er een einde aan de scheiding tussen de beide kantoren en werd een nieuwe gemeenschappelijke locatie betrokken.
Gezien er in Vlaanderen sinds de fusie en na de stopzetting van JeF enkele jaren later, nog slechts één jeugdhuisfederatie bestond, had dit verstrekkende gevolgen voor de  jeugdhuissector. Het beleidsplan van de nieuwe federatie werd herhaaldelijk gewaardeerd met een stijging van de Vlaamse middelen. Extra personeel en exclusieve gesprekspartner zijn voor de jeugdhuissector had vooral gevolgen op het vlak van het vertegenwoordigingswerk.
Sinds 2005 was er een rookverbod in de meeste jeugdhuizen maar er waren uitzonderingen. Dat net sloot zich echter stilaan en had zware gevolgen voor jeugdhuizen omdat er in cafés geen rookverbod was. Formaat was van bij aanvang een actief pleitbezorger van een algemeen rookverbod. Uiteindelijk moest er tot 2014 worden gewacht tot dit werd ingevoerd.
In september 2009 sloot Formaat een uniek akkoord met Sabam. Hierdoor werd een jeugdhuistarief ingevoerd dat ook dekkend was voor basisactiviteiten met muziek.
In 2011 werd, samen met de Vlaamse Jeugdraad, zeer intens onderhandeld met de Vlaamse overheid m.b.t. de invoering van nieuwe geluidsnormen binnen Vlaanderen. Ten gevolge van de definitieve beslissing van de Vlaamse regering op 17/2/2012 was Formaat mee de motor voor aankoop Geluidsmeters klasse2 en oordopjes.
Door een sterke toename van diversiteit in steden werd Formaat uitgedaagd om werk te maken van een vernieuwde invulling van jeugdhuiswerk. Convenanten met centrumsteden Antwerpen, Gent, Kortrijk en Oostende werden sindsdien afgesloten. De keuze om een groter accent te leggen op jeugdhuiswerk in de stad kende haar voorlopig hoogtepunt met een grote studiedag 'Later als ik jong ben' op 14 oktober 2016 met 250 aanwezigen.
Ten gevolge het besluit van de Vlaamse regering van november 1999 en het Vlaams Intersectoraal akkoord voor de Social Profitsector 2000-2005 was het in pas op 1 januari 2014 dat de DAC-ers in de jeugdhuizen werden geregulariseerd. Dit gebeurde na twee jaar onderhandelen. In 2019 waren er 83 jobs artistieke expressie of ondernemerschap in 49 jeugdhuizen in 37 verschillende gemeenten. De helft van deze projecten worden geraliseerd in centrumsteden. Het budget voor 2019 bedroeg net geen € 3,5 miljoen (zie ook tabel). Ook binnen Formaat zorgde dit voor de uitbreiding van de tewerkstelling om de geprofessionaliseerde jeugdhuizen te begeleiden in deze transitie. Sinds 1/1/2014 werd ook het project infrastructuur gelanceerd. In samenwerking met verschillende partners in het deeltijds onderwijs (Jongerenatelier vzw, Compaan vzw, WELA vzw en Profo vzw), biedt Formaat een aantrekkelijk project aan voor jeugdhuizen om hun infrastructuur onder handen te nemen. Dit moest het hiaat opvullen ontstaan door het wegvallen van DAC-personeel dat in het verleden voornamelijk bezig was met onderhoud grote infrastructuur.
Enkele vragen van regionale btw-kantoren aan de hoofdzetel over het btw-statuut van jeugdhuizen zorgde in 2014 en 2015 voor verschillende overlegmomenten tussen de btw-administratie, Formaat en haar Waalse collega's. Met volle steun van de Vlaamse regering werd er gekozen voor een oplossing waarbij de meeste jeugdhuizen verder vrijgesteld bleven van btw.
Jeugdbewegingen waren al lang vrijgesteld van de onroerende voorheffing. Bij jeugdhuizen leek het aanvankelijk ook te lukken na overleg met de bevoegde administratie. Uiteindelijk kon de definitieve vrijstelling enkel bekomen worden na een politiek akkoord. Door de koppeling van het jeugdhuis aan de GIS-laag kunnen jeugdhuizen vanaf 2017 ook automatisch terugvallen op de vrijstelling.
De fusie tussen VFJ en JGM had niet direct grote gevolgen op het vlak van aantal aangesloten jeugdhuizen. De meeste jeugdhuizen lid van JGM waren reeds lid van de VFJ. De eerste jaren na de fusie was er dan ook een stagnatie. Het eerste beleidsplan zorgde ook niet meteen voor veel vernieuwing, het was vooral het bestaande aanbod van twee organisaties dat in elkaar werd geschoven.

#### Professionalisering en vernieuwing
Een eerste groei wordt vanaf 2010 gerealiseerd. Vanaf 2008 start Formaat met een deelwerking Formaat Plus. Formaat Plus richt zich vooral op allochtone jongerenwerkingen die ontmoeting en activiteiten organiseren voor en door jongeren. In het daarop volgende beleidsplan wordt beslist om de ondersteuning van deze nieuwe doelgroep volledig te integreren binnen Formaat. Jongerenwerkingen hebben sindsdien de mogelijkheid om aan te sluiten bij Formaat. Het is echter vooral door de verdere professionalisering, verdeskundiging van de medewerkers en een veel uitgebreider pakket aan dienstverlening en producten dat Formaat in 2017 430 leden telt. Een kwart meer dan voor de fusie.
In november 2012 vierde Formaat 50 jaar erkend Jeugdhuiswerk in Vlaanderen.
De hervorming van de ex-DAC-projecten, waarvoor jeugdhuizen in de feiten geen enkele inhoudelijke verantwoordelijkheid moesten afleggen, naar bovenlokale projectmedewerkers zorgde in 2013 voor een echte transitie in de jeugdhuizen met personeel. Dankzij de extra ondersteuning die men de professionele jeugdhuizen kon bieden vanuit Formaat zorgde dit voor veel vernieuwing in de sector.
Dankzij deze projecten steeg de tewerkstelling in de jeugdhuizen fors. Op 6 jaar tijd kwamen er 67% projectmedewerkers bij en was het totale budget vanuit Vlaanderen  € 3,5 miljoen. In 2018 is er in meer dan ¾ van de jeugdhuizen met personeel één of twee projectmedewerkers tewerkgesteld. 6 op 7 leden-jeugdhuizen bij Formaat werken uitsluitend met vrijwilligers.
De ondernemingsprojecten leidden in 2016 tot de oprichting van CVBA Haven. Deze coöperatie werd in mei 2016 opgericht door tien jeugdhuizen, Formaat en Arteveldehogeschool. De raad van bestuur van Haven bestaat uit afgevaardigden van de jeugdhuizen en partners en bepaalt de werking van de coöperatie. Ook de jonge ondernemers uit het Haven-traject hebben inspraak in het aanbod dat voor hen wordt opgezet. 
Formaat is vertegenwoordigd in diverse vzw’s en CVBA’s waaonder VVJ, Sociare, Ambrassade, de Vlaamse Jeugdraad en Scwitch.

## Juridisch
Jeugdhuizen worden in België meestal opgericht als vzw's. In die rechtsvorm is er wettelijk een raad van bestuur vereist van minimaal drie personen. Op het vlak van boekhouding is er een enkelvoudige of een dubbele boekhouding vereist, afhankelijk van de grootte van de vzw, de omzet en het feit of er personen in loondienst zijn of niet.
Jeugdhuizen zijn gebonden aan wettelijk vastgelegde normen voor horeca en andere verenigingen. Zo zijn ze steeds verplicht om SABAM te betalen, hoewel er wel speciale regelingen zijn voor jeugdhuizen. Andere verplichtingen zijn bijvoorbeeld het betalen van billijke vergoedingen en het aanvragen van drankvergunningen indien er geschonken wordt. Verder is er een vergunning nodig voor het bereiden van voeding indien er binnen het jeugdhuis voor een speciale activiteit gekookt zou worden.
Wat betreft het gebouw dat ze, al dan niet in bruikleen, betrekken dient het betreffende jeugdhuis zelf de regelgeving inzake brandveiligheid, rookzones en dergelijke op te volgen.

## Sociaal
De primaire doelstelling van jeugdhuizen is het creëren van een ruimte waar jongeren met elkaar in contact kunnen komen. 
Verder houden jeugdhuizen zich over het algemeen bezig met het organiseren van een uitgebreid gamma aan activiteiten voor jongeren, zoals optredens, fuiven, vormingsavonden en filmavonden.
Er wordt binnen een jeugdhuis vaak een onderscheid gemaakt tussen:
- raad van bestuur: zorgen voor de dagelijkse werking op juridisch vlak, bestaat wettelijk uit minimum drie personen.
- actieve leden: zorgen voor de dagelijkse werking op praktisch vlak, werken actief mee aan activiteiten en nemen zelf initiatief om activiteiten te organiseren en uit te werken. De leden van de RvB zijn automatisch actieve leden.
- leden: leden zijn lid, ze krijgen verschillende voordelen zoals kortingen bij activiteiten maar participeren niet in de praktische organisatie.
- bezoekers, sympathisanten: deze zijn geen lid, ze bezoeken het jeugdhuis, drinken iets en/of nemen deel aan activiteiten. Ze genieten echter geen financiële voordelen die leden wel hebben.

Deze benamingen zijn niet vastgelegd noch verplicht. 

## Economisch
Een jeugdhuis is meestal een vereniging zonder winstoogmerk (vzw). De opbrengsten die een jeugdhuis ophaalt, dienen dus rechtstreeks geïnvesteerd te worden in de werking (en kunnen niet uitbetaald worden aan bijvoorbeeld de bestuurders van de vzw).
De meeste jeugdhuizen in Vlaanderen draaien volledig op vrijwilligers: jongeren die het jeugdhuis openen en allerlei activiteiten organiseren.
Bijna alle jeugdhuizen in Vlaanderen zijn erkend door het gemeentebestuur en ontvangen subsidies. Als het jeugdhuis aan bepaalde voorwaarden voldoet dan ontvangen ze gelden van de gemeente waarmee ze hun werking verder kunnen uitbouwen.
Sommige jeugdhuizen in Vlaanderen hebben ook een beroepskracht in dienst. Een personeelslid die de jongeren ondersteunt in de uitbouw van hun jeugdhuis. Hij/zij helpt mee de activiteiten organiseren, regelt vaak heel wat administratie, engageert en motiveert de vrijwilligers, is een vast aanspreekpunt in het jeugdhuis, en meer. 

## Overkoepelende organen
Jeugdhuizen in Vlaanderen kunnen aansluiten bij een jeugdhuisfederatie zoals Formaat jeugdhuiswerk Vlaanderen (afgekort Formaat). De federatie JEF is ontbonden zodat Formaat de enige jeugdhuisfederatie in Vlaanderen is. Formaat bundelt ongeveer 400 leden jeugdhuizen. Zij is ontstaan uit een fusie van de vroegere jeugdhuiskoepels VFJ en JGM (sinds 2007).
Ze bieden ondersteuning, begeleiding en ook kadervorming. Verder doen ze aan belangenbehartiging van de jeugdhuizen door te participeren aan verschillende overlegtafels. Thema's waarop zij proberen te wegen zijn fuifbeleid, subsidies, SABAM, billijke vergoeding, etc.